# Aschukino
Aschukino (russisch Ашу́кино) ist eine Siedlung städtischen Typs in der Oblast Moskau (Russland) mit 9942 Einwohnern (Stand 14. Oktober 2010).

## Geographie
Die Siedlung liegt etwa 50 km Luftlinie nordnordöstlich des Zentrums der russischen Hauptstadt – zugleich des Oblastverwaltungszentrums – Moskau und 35 km vom Moskauer Autobahnring entfernt am Flüsschen Taliza, einem rechten Zufluss der Worja.
Aschukino gehört zum Rajon Puschkinski und ist von dessen Verwaltungszentrum Puschkino knapp 20 km in nordnordöstlicher Richtung entfernt; es schließt faktisch unmittelbar nördlich an die Stadt Chotkowo an. Aschukino ist Zentrum gleichnamigen Stadtgemeinde (gorodskoje posselenije), zu der neben der Siedlung 14 weitere Dörfer mit zusammen knapp 900 Einwohnern gehören: Artjomowo, Danilowo, Gerassimicha, Gorenki, Gribanowo, Lugowaja, Martjankowo, Muranowo, Papertniki, Podwjasnowo, Rachmanowo, Schilkino, Wassiljowo und Wolodkino.

## Geschichte
Auf dem Gebiet der heutigen Siedlung existierte spätestens seit dem 15. Jahrhundert das Dorf Sworobowo. 1862 wurde die Eisenbahnstrecke Moskau – Jaroslawl vorbeigeführt, zunächst der Abschnitt bis Sergijew Possad. Unweit befand sich gegen Ende des Jahrhunderts der Landsitz des Kaufmanns Aschukin, der mit eigenen Mitteln an der Bahnstrecke den 1898 eröffneten, nach ihm benannten Haltepunkt Aschukinskaja errichten ließ. Vom Familiennamen Aschukin wurde auch die Bezeichnung der späteren Siedlung abgeleitet.
Ab 1936 wurden zunächst Familien angesiedelt, deren Häuser im Rahmen der großmaßstäblichen Umgestaltung des Zentrums der Hauptstadt Moskau abgerissen worden waren. Außerdem entstanden Datschen und ab 1937 öffentliche und Verwaltungsgebäude. Am 3. November 1938 erhielt der Ort den Status einer Datschensiedlung (дачный посёлок), einer der Arten von Siedlungen städtischen Typs.

## Bevölkerungsentwicklung
| Jahr | Einwohner |
| ---- | --------- |
| 1959 | 9817      |
| 1979 | 5624      |
| 1989 | 4585      |
| 2002 | 6362      |
| 2010 | 9942      |

Anmerkung: Volkszählungsdaten

## Verkehr

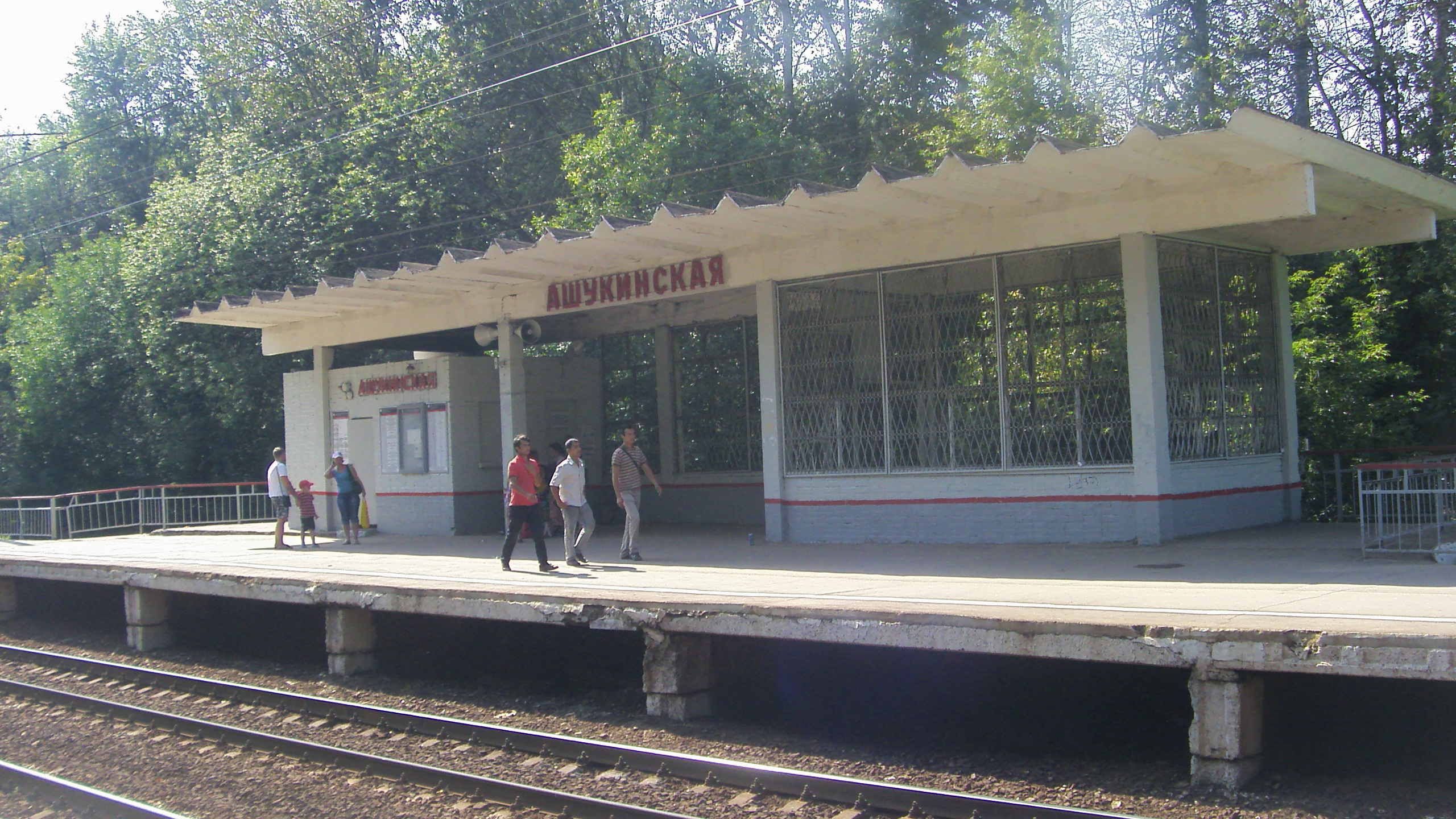
Haltepunkt Aschukinskaja

In Aschukino befindet sich der Haltepunkt Aschukinskaja bei Kilometer 48 (ab Jaroslawler Bahnhof) der Strecke Moskau – Jaroslawl, Anfangsabschnitt der Stammstrecke der Transsibirischen Eisenbahn mit Vorortzugverbindung zwischen Moskau und Alexandrow.
Straßenanschluss besteht über die Regionalstraße 46K-8140 zur einige Kilometer östlich verlaufenden Alten Jaroslawler Chaussee (46K-8012) und von dieser zur noch etwa weiter östlich folgenden, dort autobahnähnlich ausgebauten föderalen Fernstraße M8 Cholmogory von Moskau über Jaroslawl nach Archangelsk.